# Pseudo-basilique
 (octobre 2021).
Si vous disposez d'ouvrages ou d'articles de référence ou si vous connaissez des sites web de qualité traitant du thème abordé ici, merci de compléter l'article en donnant les références utiles à sa vérifiabilité et en les liant à la section « Notes et références ».
 (octobre 2021).

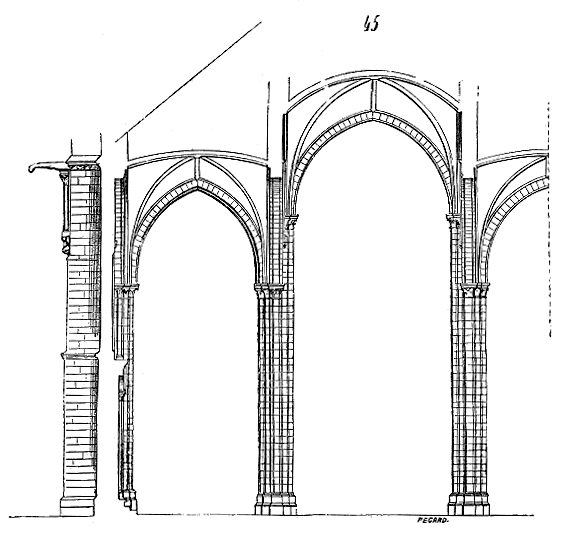
Vue transversale de la nef de la cathédrale de Poitiers.

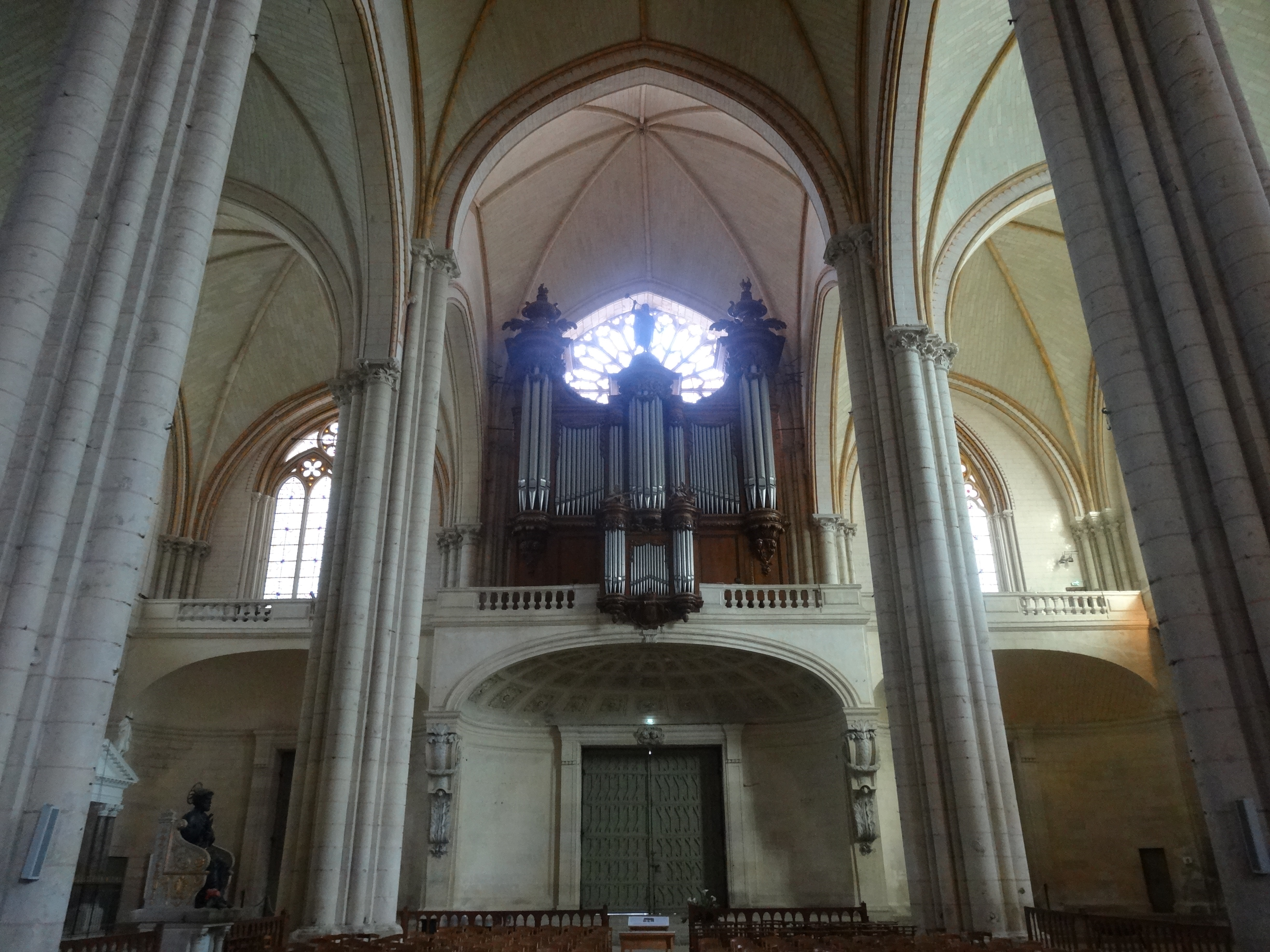
Cathédrale Saint-Pierre de Poitiers, halle échelonnée, édifiée 1166–1474 en gothique angevin

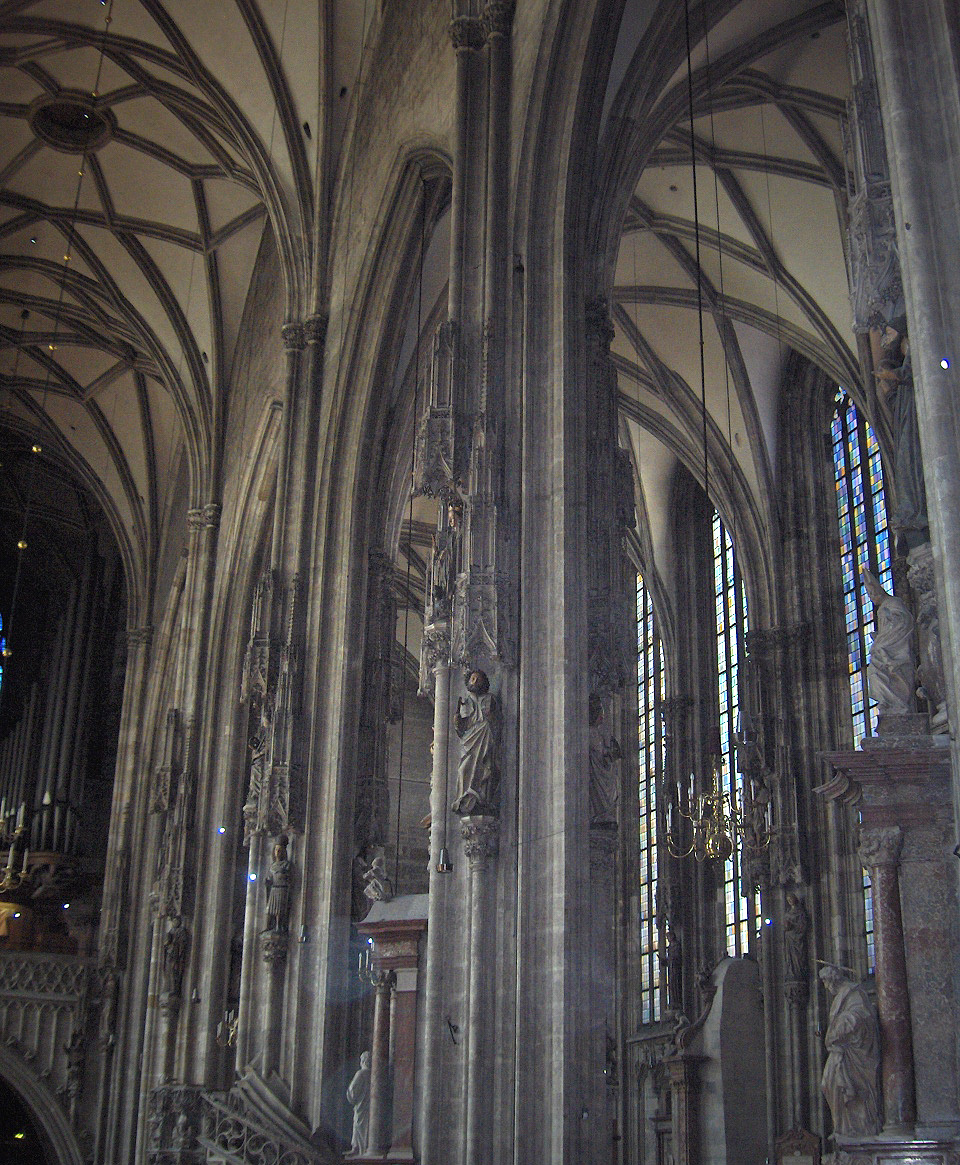
Cathédrale Saint-Étienne de Vienne, halle échelonnée.

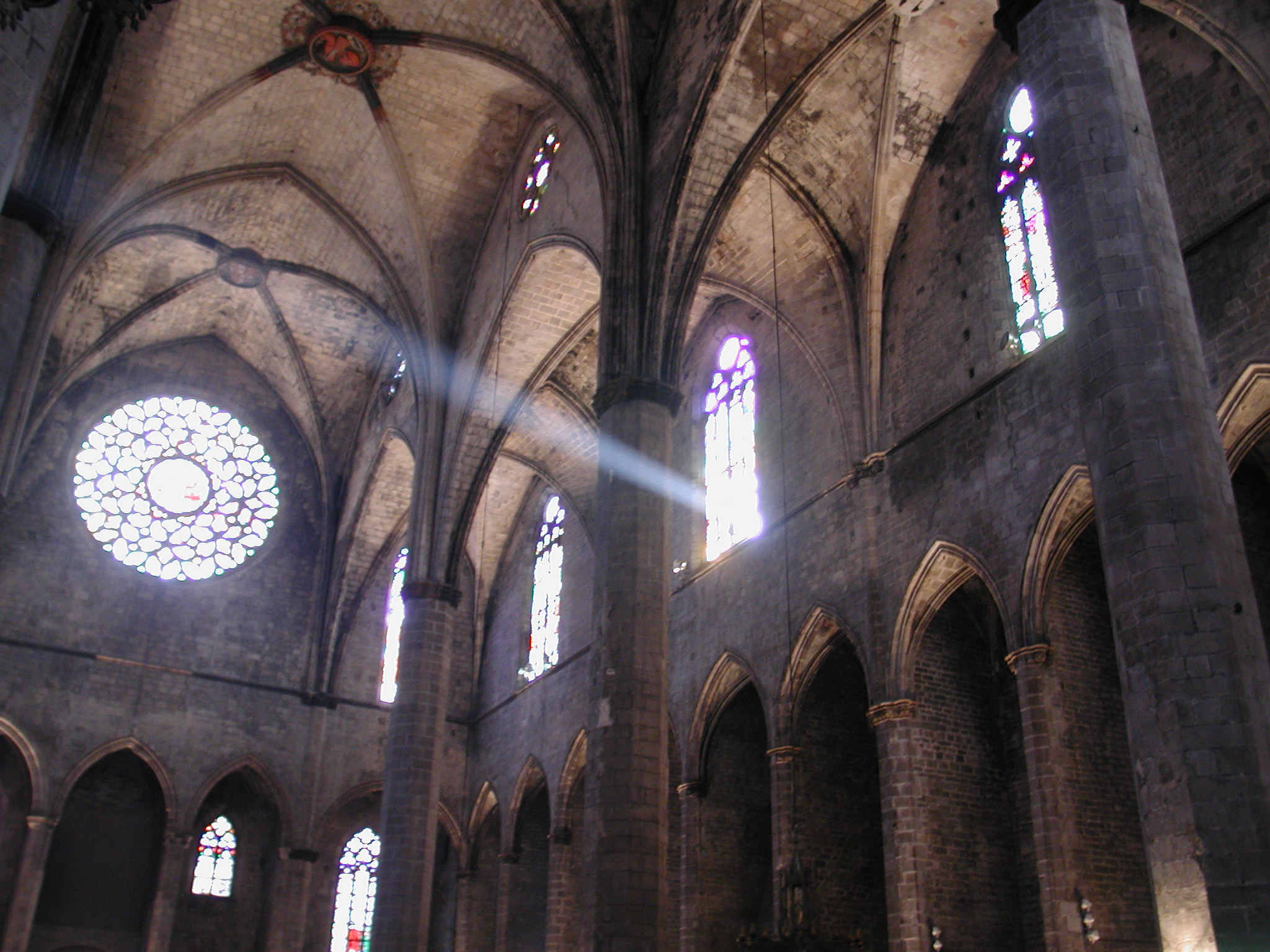
L’église Sainte-Marie-de-la-Mer à Barcelone est une basilique vraie aux proportions d'une halle échelonnée: l’écart de hauteur entre nef centrale et premiers collatéraux est faible, mais la nef possède néanmoins des fenêtres-hautes, en l’espèce circulaires.

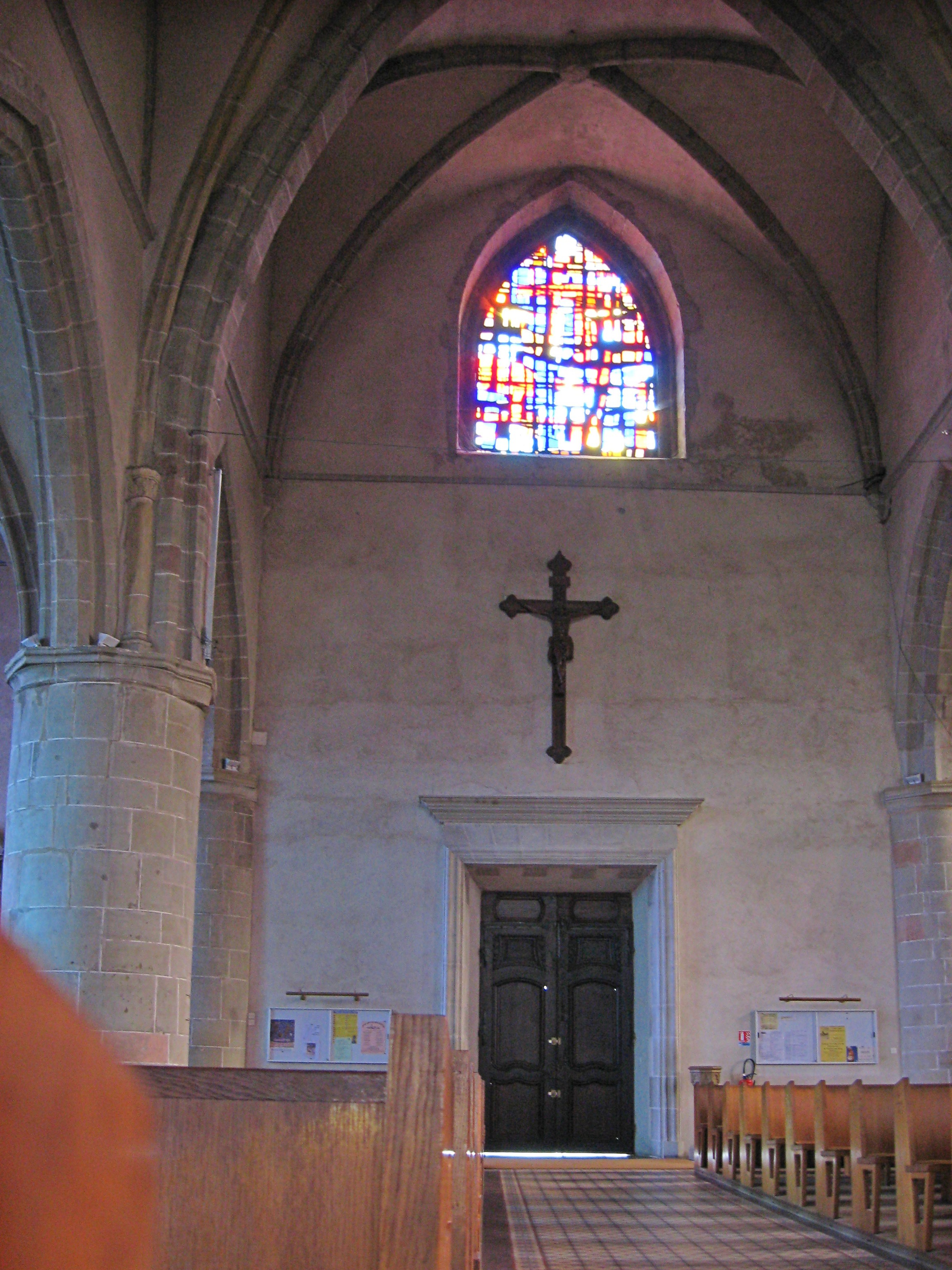
Abbatiale Sainte-Croix de Bouzonville, pseudo-basilique

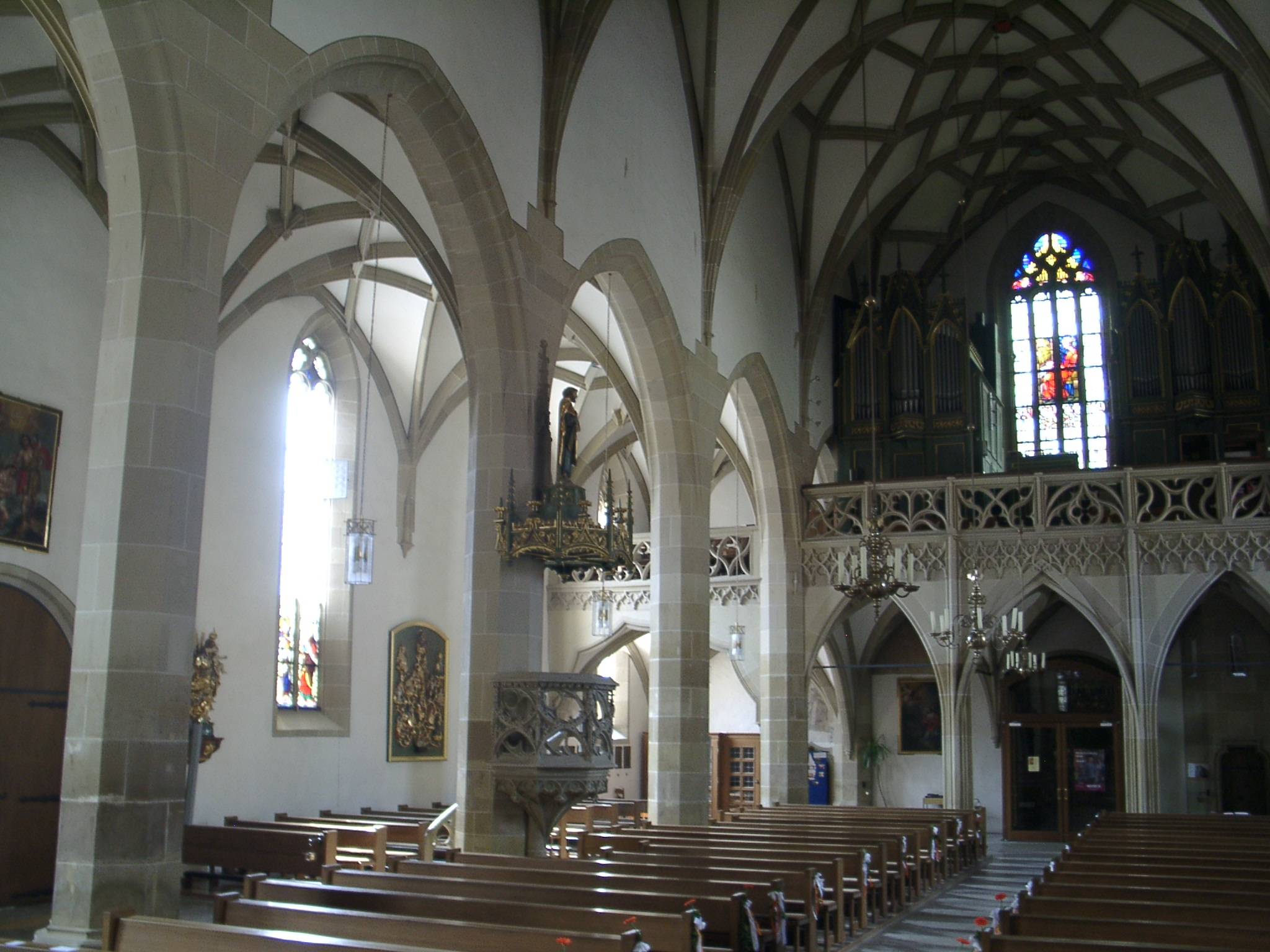
Église Sainte-Marie de l'Assomption de Bad Königshofen (Bavière du Nord), pseudo-basilique

L'expression pseudo-basilique (ou église pseudo-basilicale) désigne une église à plan basilical dont la hauteur de la nef centrale ne surpasse que de peu celle des collatéraux. En conséquence de cette disposition, la nef centrale ne bénéficie en général pas de l'éclairage direct qu'apportent en principe les fenêtres-hautes. Pseudo-basilical s’applique donc à l’élévation d’une église, non à son plan au sol, lequel est basilical au sens classique.
L'expression est courante dans les pays de langue allemande et néerlandaise. En revanche, elle n’appartient pas au vocabulaire architectural français, si bien qu'elle est peu usitées dans l'espace francophone, 
La pseudo-basilique, ainsi que la halle échelonnée (en allemand Staffelhalle ou Stufenhalle, présentée ci-après), apparurent à différentes phases des époques romane et gothique, et constituent une forme architecturale hybride entre l’église-halle (où les trois vaisseaux composant la nef sont de hauteur égale), et la structure basilicale au sens propre.

## Pseudo-basiliques et halles échelonnées
L'expression pseudo-basilique ne s'applique, au sens strict, qu'à des édifices religieux présentant une disposition basilicale des toitures, autrement dit des églises dont chacun des trois vaisseaux de la nef a une toiture indépendante. On a donc trois toits: un sur chacun des deux collatéraux et un sur le vaisseau principal. Par ailleurs, les collatéraux portent souvent un toit en appentis, dont le faîte vient s’appuyer contre la paroi aveugle (donc sans fenêtres hautes) de la nef centrale. Cela est dû au fait que le mur qui se trouve entre le bord supérieur de l'appentis et le bord inférieur de la toiture de la nef principale est insuffisant pour permettre le percement de baies.
Il importe de distinguer cette forme architecturale de la Stufenhalle, dont les voûtes des trois vaisseaux sont couvertes d’une seule toiture à deux pans, qui recouvre tout l’édifice ; toutefois, il advient parfois que les deux termes soient utilisés l’un pour l’autre dans la littérature spécialisée, alors qu’il s’agit en fait de deux types architectoniques distincts.
Le type pseudo-basilical constitue peut-être une réaction aux tendances, perceptibles vers 1400, de regothisation[Quoi ?] de l’architecture européenne. Il permettait de réunir l’antique plan de base de la basilique et l’ordonnance plus moderne de l’église-halle. 

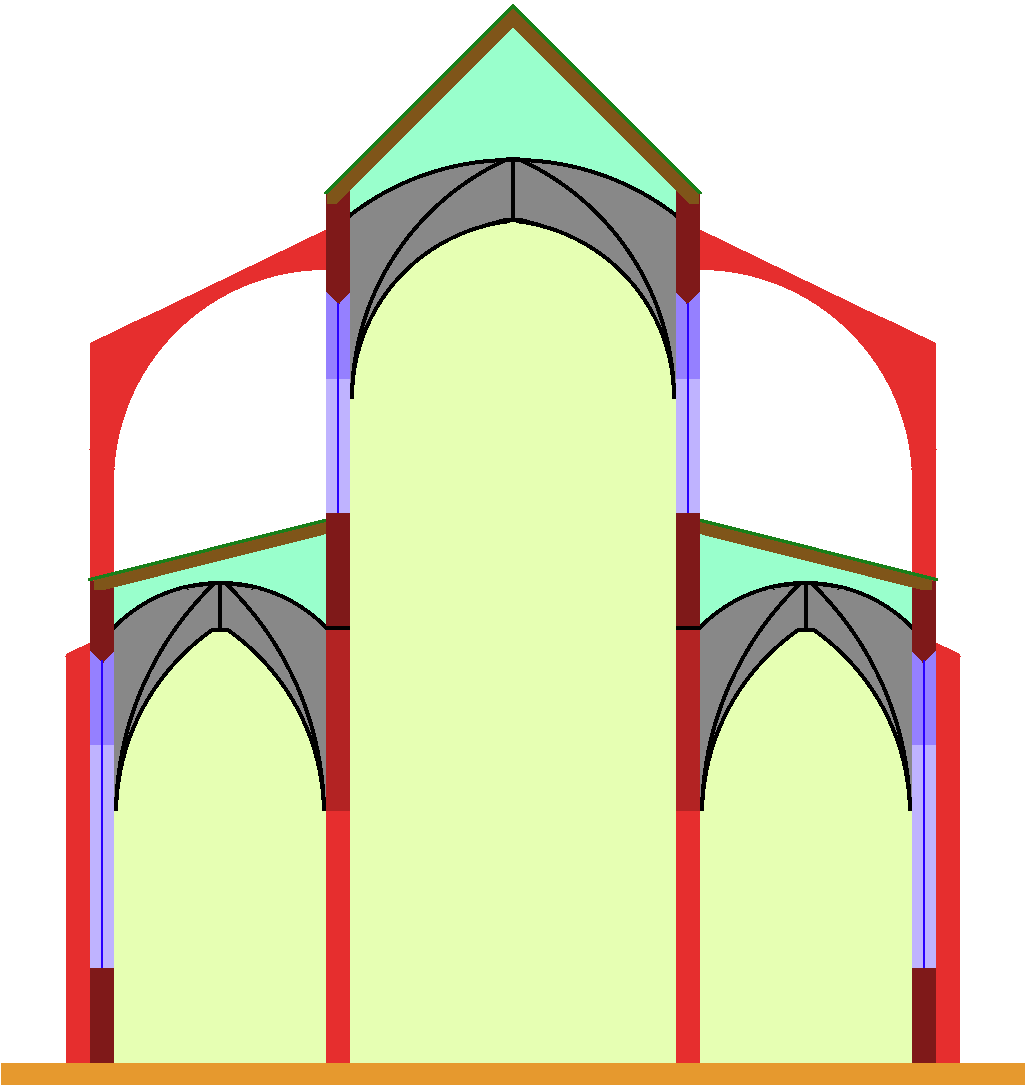
Structure basilicale : le vaisseau central a une claire-voie.
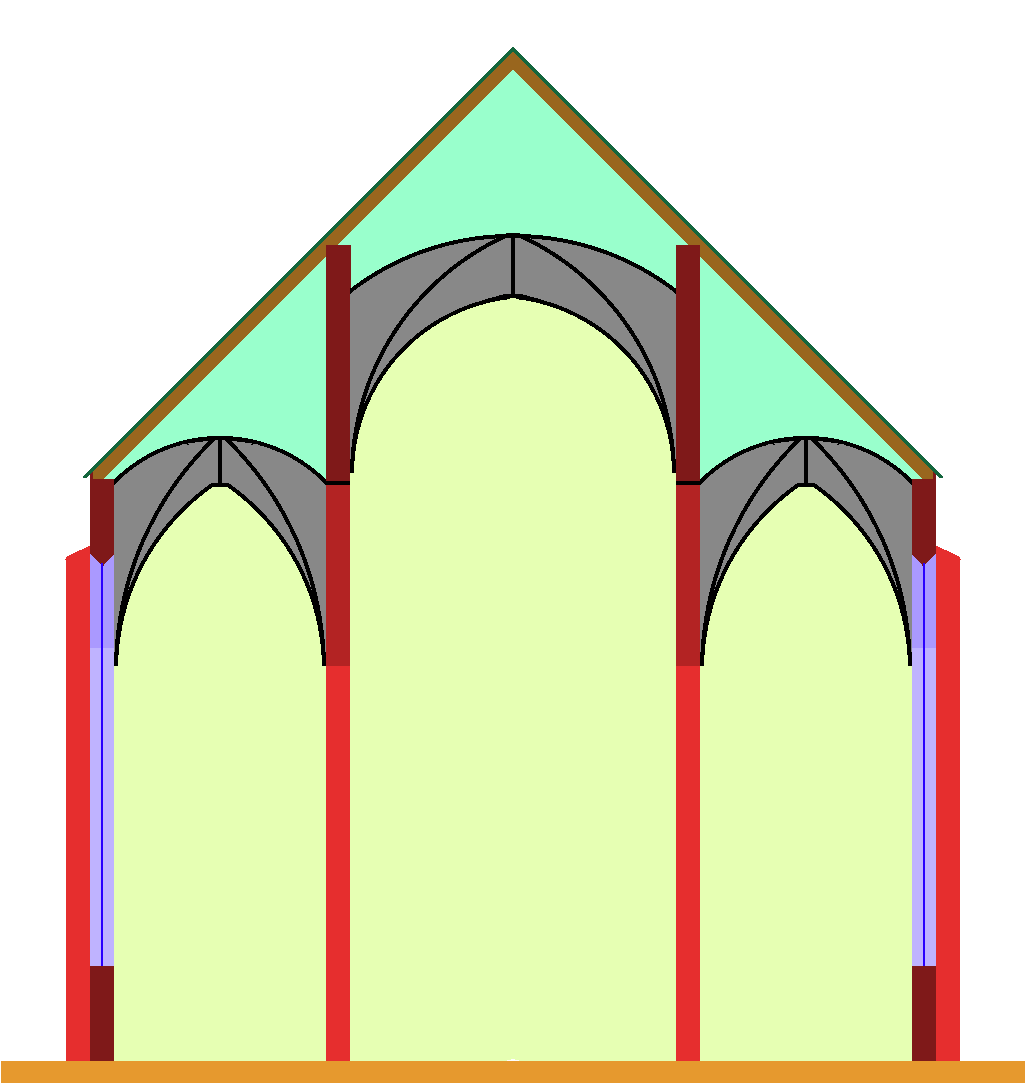
Pseudo-basilique : un toit indépendant sur chaque vaisseau, mais pas de claire-voie.
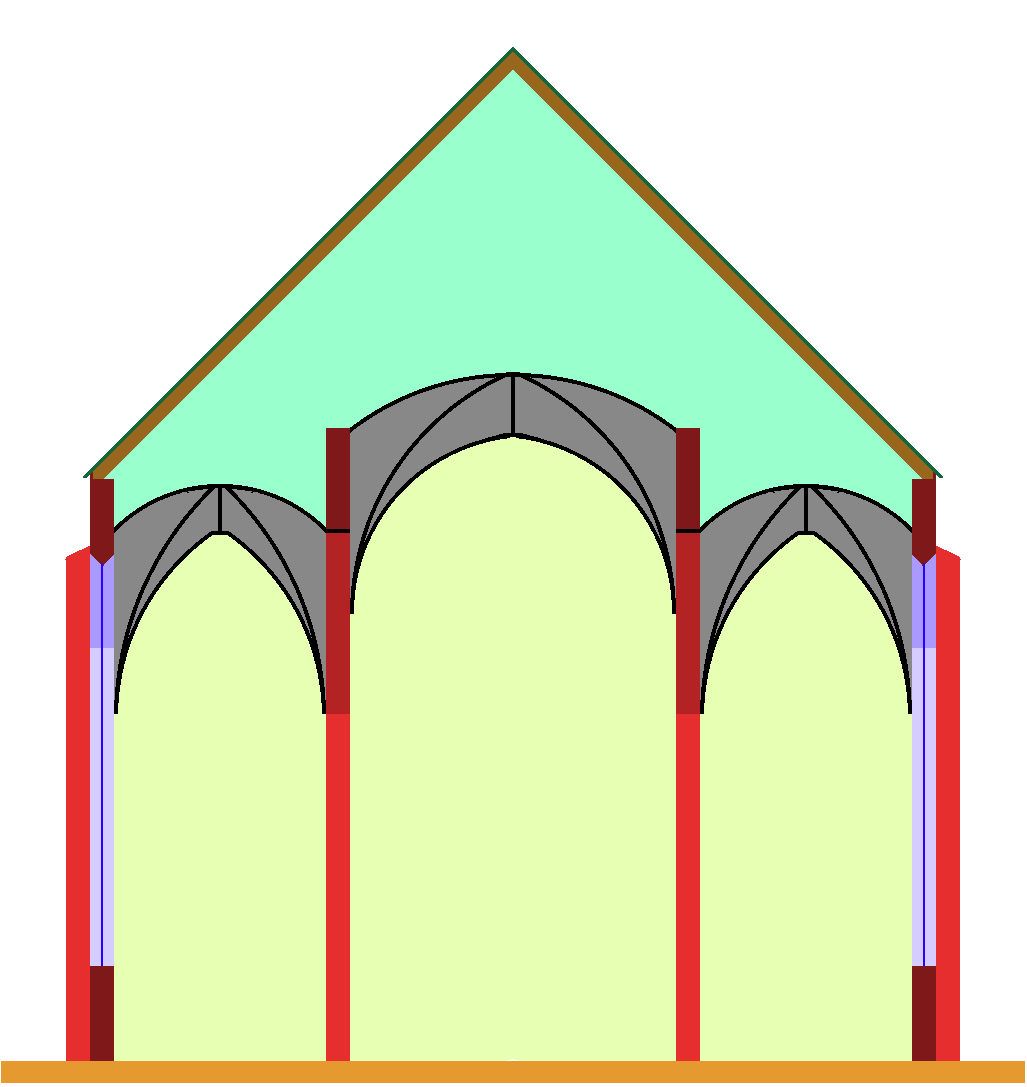
Église-halle échelonnée : une seule toiture, qui recouvre l'ensemble du bâtiment.
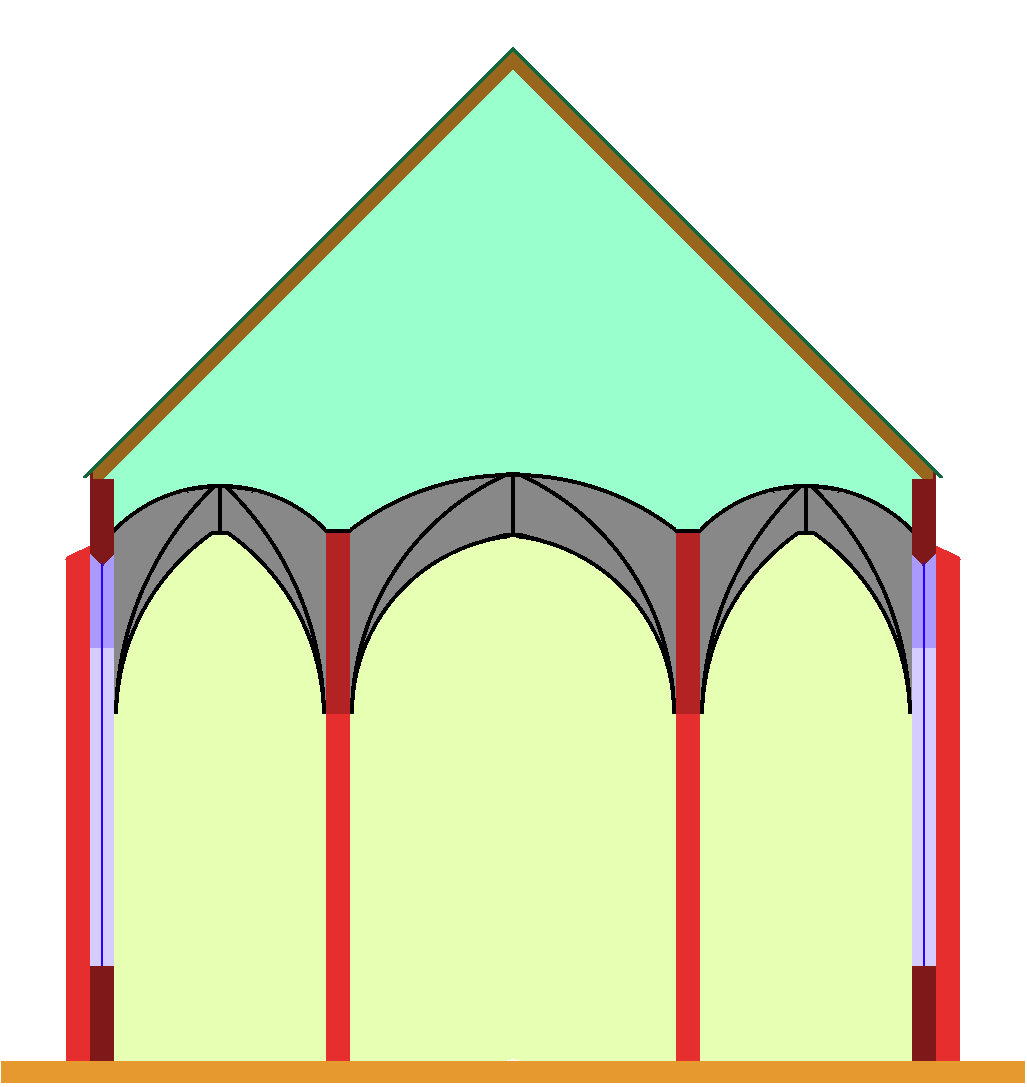
Église-halle, toutes les voûtes sont sur un même niveau.

### Halle échelonnée
C’est cependant en France, dans le Poitou, que la  halle échelonnée (allemand: Staffelhalle) fait son apparition, et ce dès le XIe siècle. Aux alentours de 1150 fut érigée à Poitiers l’église romane Notre-Dame-la-Grande. La cathédrale gothique Saint-Pierre de cette même ville présente l’aspect d’une église-halle, dont la nef centrale n’est qu’en faible surélévation par rapport aux collatéraux. Au XVe siècle, des Staffelhallen apparaissent dans diverses parties d’Europe centrale, en particulier en Franconie, mais aussi au Danemark, régions où nombre d’églises paroissiales seront bâties selon ce modèle.
En Westphalie émergea à la fin de l’époque romane une école locale d’architecture. Se construisirent des églises couvertes de voûtes d’arêtes, à colonnes alternantes, qui adoptent, à l’intérieur, l’aspect de Stufenhallen. L’église collégiale et paroissiale Saint-Ludger de Münster est considérée comme le prototype de ce groupe d’édifices. Jusqu’à 1220 environ, de nombreuses constructions similaires virent le jour, lesquelles cependant seront pour la plupart remaniées ultérieurement. Néanmoins, quelques exemples caractéristiques se sont conservés intacts, en particulier à Billerbeck et à Legden.
La cathédrale d’Ingolstadt, la cathédrale Saint-Étienne de Vienne, l’église Saint-Pierre-et-Paul de Görlitz et la cathédrale de Königsberg représentent des exemples de vastes Staffelhallen au sens propre. L’adjonction de chapelles latérales donne parfois l’impression d’un nef de cinq vaisseaux (p. ex. l’église paroissiale d’Eggenfelden). Au demeurant, on peut remarquer que de tels édifices, couverts par une seule et grande toiture à deux versants, eussent été plus difficilement réalisables si les murs de la nef centrale avaient été trop rehaussés par rapport aux collatéraux (comme dans une basilique ordinaire) ou, à l’inverse, de hauteur égale aux murs des collatéraux (comme dans une église-halle).
Quelques historiens de l’art, en particulier du XIXe et du début du XXe siècle, voyaient dans ces « églises basiliques réduites » la marque d’une carence et ont voulu en expliquer l’apparition par le manque de moyens financiers des maîtres d’ouvrage ou par quelque souci d’humilité volontaire. Cependant, de grands projets d’architecture tels que la cathédrale Saint-Étienne de Vienne tendent au contraire à faire supposer que la Stufenhalle était, comme type particulier d’édifice, fort goûtée des architectes et des bâtisseurs du Moyen Âge.

### Pseudo-basiliques
Les pseudo-basiliques, plus rares en Allemagne que les Staffelhallen, ne se reconnaissent parfois qu’à une ligne de brisure dans la toiture, trahissant une nef centrale surélevée, et il arrive que le faîte des appentis des collatéraux touchent la paroi du vaisseau central tout juste sous l’égout du toit de celui-ci. Parfois, la partie supérieure des parois intérieures de la nef centrale est scandée de peintures en trompe-l’œil figurant des fenêtres-hautes, destinées à créer l’illusion d’une basilique véritable ; dans l’église paroissiale de Neustadt in Holstein, ces peintures vont jusqu’à figurer des entrelacs gothiques.

Pseudo-basiliques romanes en France
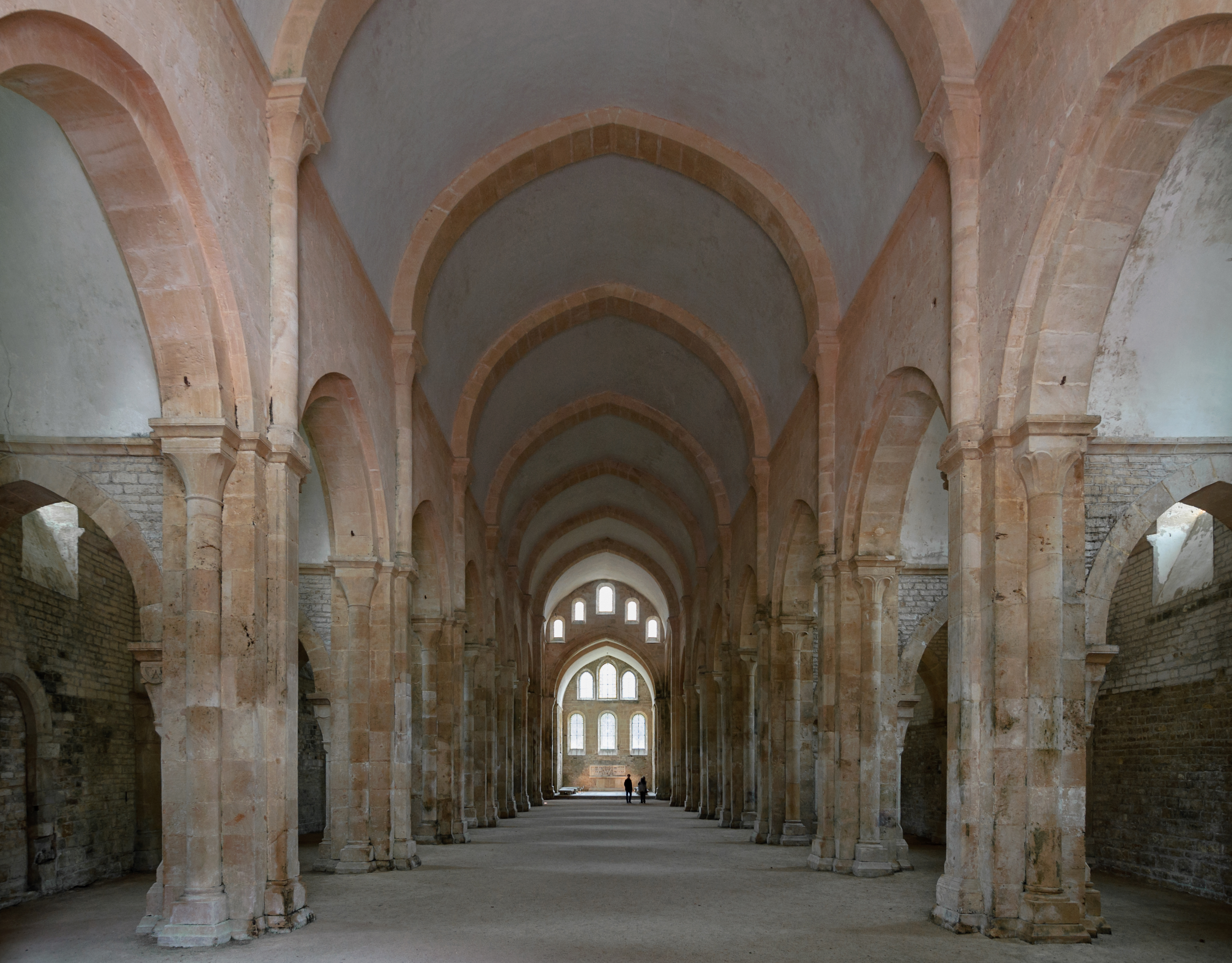
Abbatiale de Fontenay
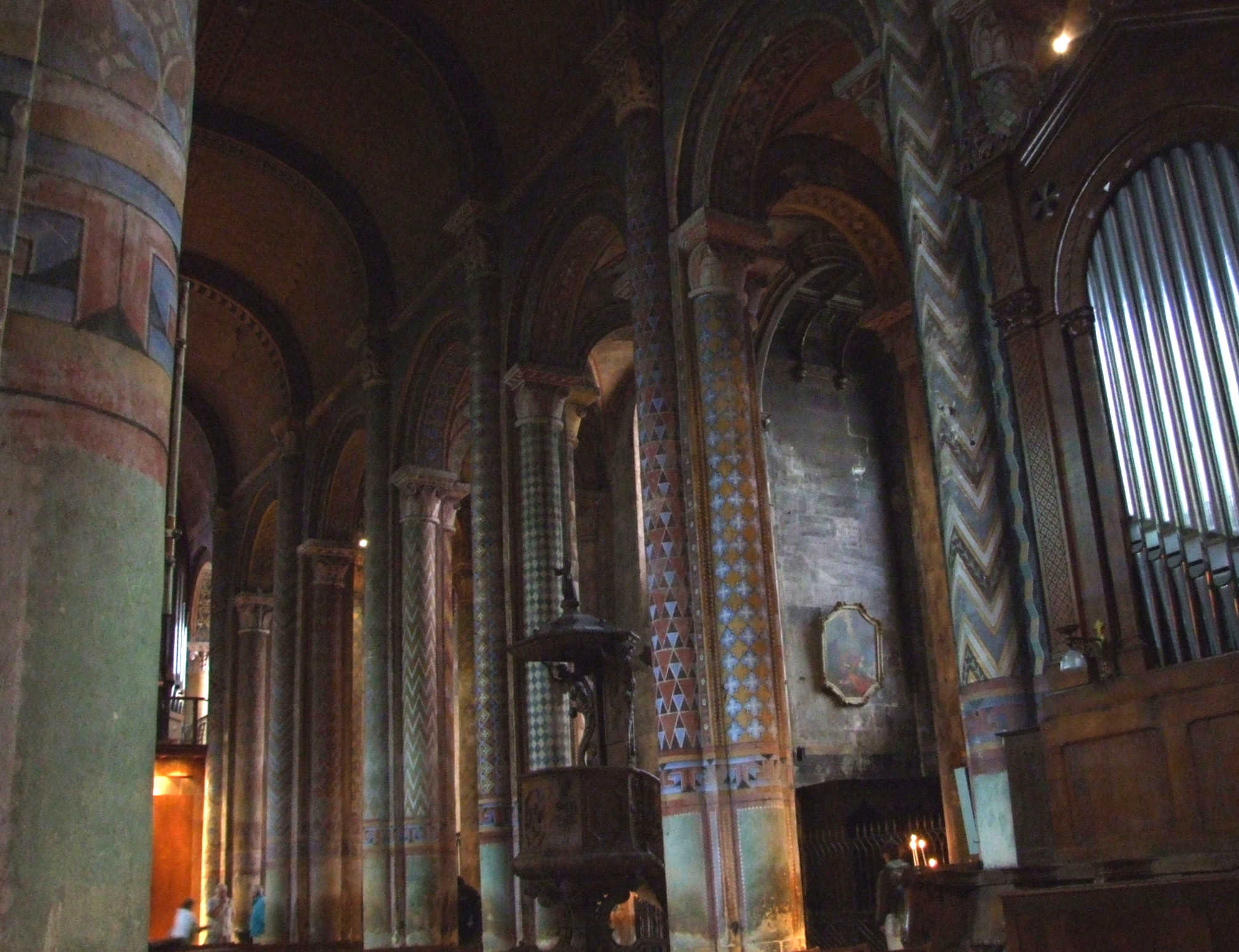
Notre-Dame-la-Grande de Poitiers
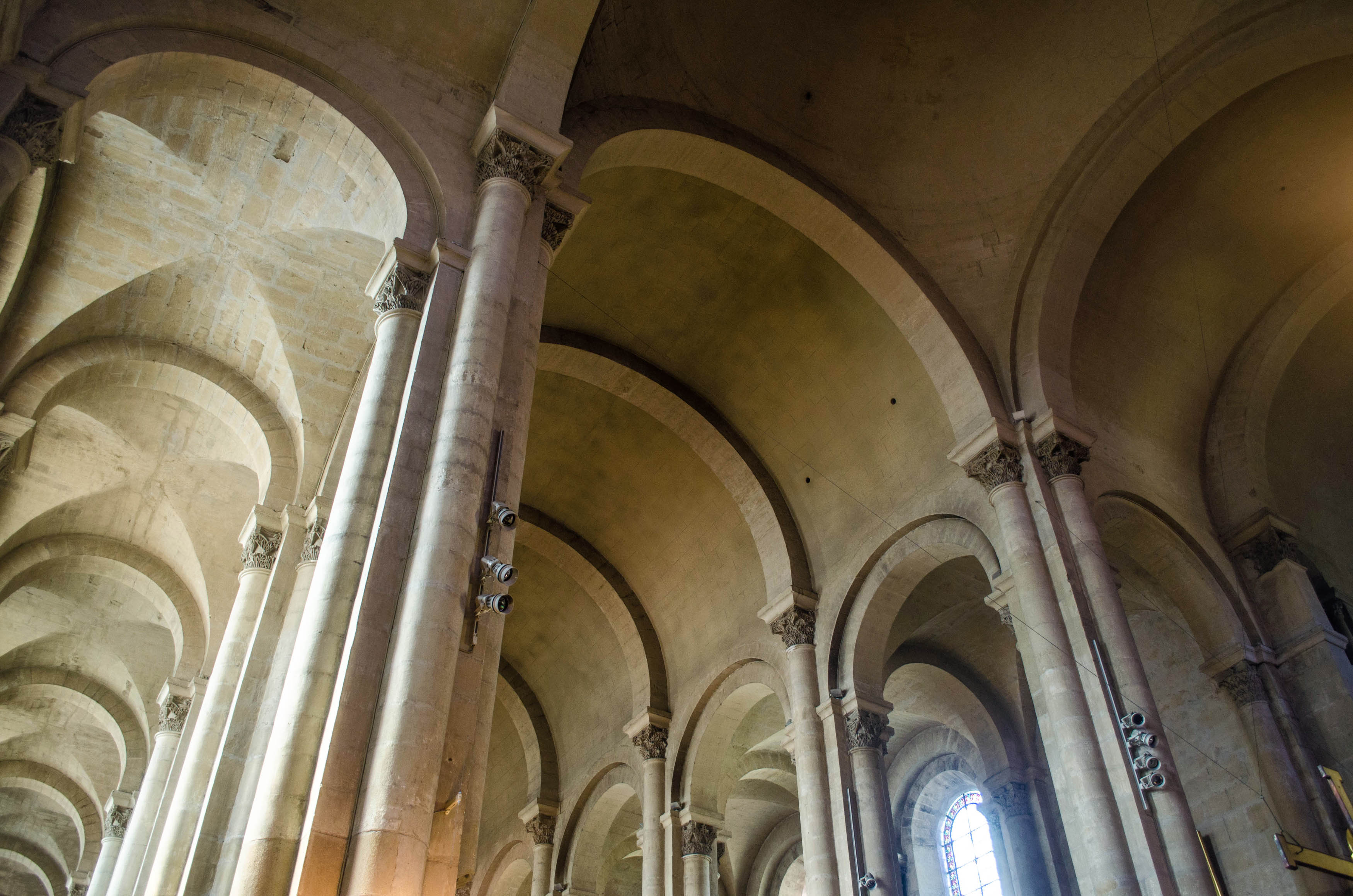
Cathédrale St-Apollinaire de Valence

Les vastes pseudo-basiliques espagnoles, telles la cathédrale de Barcelone ou l’église Sainte-Marie-de-la-Mer (Santa Maria del Mar), forment un cas particulier : les vaisseaux étant couverts de toits à très faible pente, la partie supérieure de la nef centrale, quoique faiblement surélevée par rapport aux collatéraux, est néanmoins percée de fenêtres-hautes.